# Бенгтссон, Лео
Карл Лео Бенгтссон (швед. Karl Leo Bengtsson, род. 26 мая 1998, Стокгольм) — шведский футболист, полузащитник клуба «Лех».

## Карьера

### Клубы
В декабре 2010 года пришёл в академию «Хаммарбю» из детской команды «Ингарё». В 2015 году стал одним из основных игроков молодёжной команды клуба, с которым выиграл чемпионат Швеции возрастной категории до 21 года.
6 сентября 2016 года заключил с клубом свой первый профессиональный контракт сроком на три года. Дебютировал в основном составе в начале сезона 2017 года в матче Кубка Швеции против «Нючёпинга». 9 апреля впервые вышел на поле в матче чемпионата Швеции.

### Сборная
В 2016 году сыграл два матча за сборную Швеции до 19 лет — 6 октября года против Шотландии и 14 ноября против Сербии.

## Статистика
| Клуб     | Сезон | Чемпионат | Чемпионат | Чемпионат | Кубок | Кубок | Еврокубки | Еврокубки | Всего | Всего |
| Клуб     | Сезон | Див.      | Игры      | Голы      | Игры  | Голы  | Игры      | Голы      | Игры  | Голы  |
| -------- | ----- | --------- | --------- | --------- | ----- | ----- | --------- | --------- | ----- | ----- |
| Хаммарбю | 2016  | I         | 0         | 0         | 0     | 0     | -         | -         | 0     | 0     |
| Хаммарбю | 2017  | I         | 18        | 0         | 3     | 1     | -         | -         | 21    | 1     |
| Хаммарбю | 2018  | I         | 0         | 0         | 0     | 0     | -         | -         | 0     | 0     |
| Всего    | Всего | Всего     | 18        | 0         | 3     | 1     | -         | -         | 21    | 1     |

Данные на 5 ноября 2017 года

## Достижения
«Арис» Лимасол
- Чемпион Кипра: 2022/23
- Обладатель Суперкубка Кипра: 2023